# Человек на Луне (фильм, 1991)
«Человек на Луне» (англ. The Man in the Moon) — драма 1991 года американского режиссёра Роберта Маллигана. Является последним фильмом Маллигана и последней работой в кино Уотерстона перед уходом в сериал «Закон и порядок», а также дебютом в кино Риз Уизерспун.

## Сюжет
События разворачиваются в 1950-х годах в сельской местности штата Луизиана. В центре сюжета — юная четырнадцатилетняя девушка Даниэль, которую в семье ласково называют Дани (Риз Уизерспун). Как и все подростки жарким летом, она любит ходить купаться на местный пруд.
Однажды, когда Дани наслаждалась купанием, её неожиданно замечает Курт Фостер — семнадцатилетний мальчик с соседней фермы (Джейсон Лондон). Он тоже пришёл на пруд, чтобы искупаться, но не ожидал встретить здесь юную купальщицу.
Между ними возникает характерная перепалка, типичная для таких ситуаций. Дани, забыв взять купальник, вынуждена была купаться в обычном нижнем белье. Как и любая девочка в такой ситуации, она кричит на Курта, чтобы он отвернулся и не подглядывал, а сама вылезает из воды. Обиженный Курт нелестно высказывается о фигуре Дани, и ей от стыда приходится убежать.
Вскоре Дани снова встречает Курта, когда его мать с ним и двумя младшими сыновьями приезжает в гости к её родителям. Курту нужно съездить в город на машине, и Дани едет вместе с ним. Постепенно между ними возникает взаимное чувство. Они вместе ходят купаться, им хорошо вдвоём. Курт впервые целует Дани, после чего она в разговоре со старшей сестрой Морин (Эмили Уорфилд) интересуется, что значит «целоваться с мальчиком и как это происходит».
Однако однажды, во время свидания с Дани, Курт неожиданно замечает Марин, которая только что приехала домой с занятий. Без ведома Дани, Морин и Курт начинают тайно встречаться и влюбляются друг в друга. Возникает классический любовный треугольник — Курт продолжает ухаживать за Дани, а Морин любит свою сестру и не может заставить себя раскрыть отношения.
Вскоре происходит страшная трагедия — работая в поле на тракторе, Курт замечает на одном из кустов забытую там свою шляпу, пытается прямо на ходу её забрать, падает и попадает под трактор, погибая. Мать юноши убита горем — несколько лет назад умер её муж, отец Курта, а теперь не стало и старшего сына.
Курта хоронят на местном кладбище, но опечаленная Дани, придя туда, не решается подойти и проститься. Она лишь наблюдает издали, как гроб с телом Курта медленно опускается в могилу на похоронном лифте. После смерти Курта Дани начинает ненавидеть старшую сестру, ведь та фактически увела его у неё.
Однажды у Дани происходит серьёзный разговор с отцом, и она переосмысливает своё отношение к сестре. И когда Марин, придя на могилу Курта, чтобы возложить цветы, плачет, упав на могильный холм, Дани, увидев рыдающую сестру, подходит к ней и пытается её утешить. Вскоре обе сестры понимают, что теперь у них одно общее горе, и в итоге мирятся.

## В ролях
| Актёр          | Роль          |
| -------------- | ------------- |
| Сэм Уотерстон  | Мэтью Трант   |
| Тесс Харпер    | Абигайл Трант |
| Гейл Стрикленд | Мэри Фостер   |
| Риз Уизерспун  | Дани Трант    |
| Джейсон Лондон | Курт Фостер   |
| Эмили Уорфилд  | Морин Трант   |
| Бэнтли Митчум  | Билли Сандерс |
| Эрни Лайвли    | Уилл Сандерс  |
| Дэнис Леттс    | Доктор Уайт   |
| Эрлин Бергерон | Эйлин Сандерс |
| Анна Чаппелл   | Миссис Тэйлор |
| Бранди Смит    | Мисси Трант   |
| Дерек Болл     | Фостер Твин   |
| Спенсер Болл   | Фостер Твин   |
| Патрик Холлиси | Джуд Дэвинс   |